# دانيلا رووي
دانيلا رووي (بالإنجليزية: Danielle Rowe)‏ هي راقصة باليه أسترالية، ولدت في 1982 في شيبارتون في أستراليا.